# 瓦帕赫河
47°43′3.4″N 12°52′25.25″E / 47.717611°N 12.8736806°E

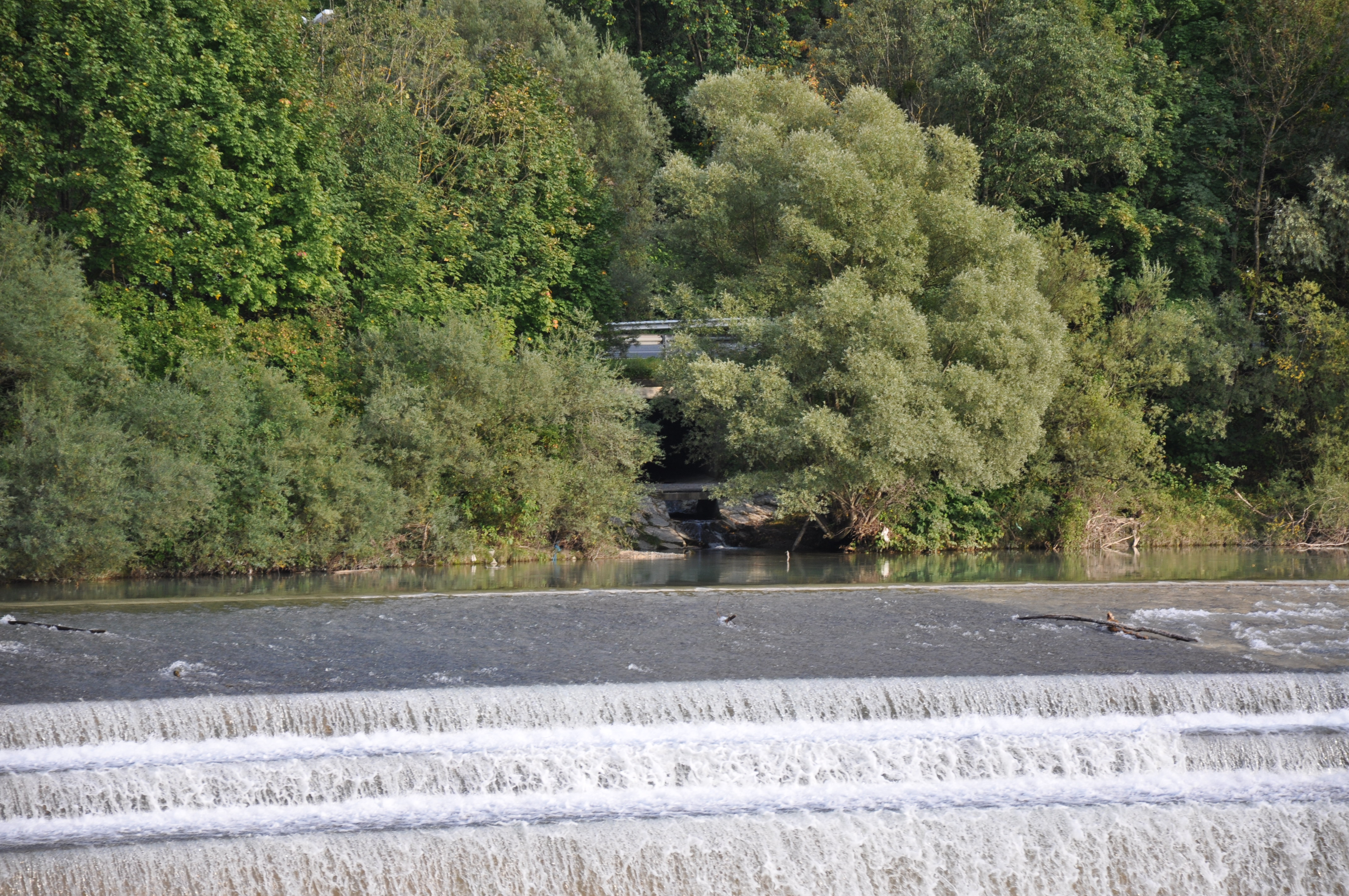

瓦帕赫河是德國的河流，位於該國東南部，由巴伐利亞負責管轄，屬於薩爾察赫河的右支流，河道全長2.5公里，河口處在巴特賴興哈爾附近。